# قبار أشيب
قبار أشيب (الاسم العلمي:Capparis canescens) هو نوع من النباتات يتبع جنس القبار من الفصيلة القبارية.